# Paola Lázaro
Paola Lázaro (San Juan, 24 de outubro de 1994) é uma atriz e dramaturga porto-riquenha que atualmente interpreta Juanita Sanchez, mais conhecida como "Princesa", na série dramática de terror da AMC, The Walking Dead.

## Biografia
Paola Lázaro nasceu e foi criada em San Juan, Porto Rico. Lázaro deixou Porto Rico para estudar na Universidade Estadual de Nova York em Purchase, onde obteve o diploma de Bacharel em Belas Artes em redação dramática (2009). Ela obteve seu Mestrado em Belas Artes pela Universidade Columbia (2013). No final de seu último ano na Columbia, ela foi orientada pelo dramaturgo Stephen Adly Guirgis durante a produção de sua peça de tese. Com o passar dos anos, os dois se tornaram muito próximos e Guirgis a considera uma “alma gêmea”, muitas vezes se referindo a Lázaro como sua melhor amiga. Sua presença influenciou fortemente tanto sua escrita quanto sua carreira.
Após a produção da tese com Guirgis, Lázaro também participou do Grupo de Jovens Escritores Emergentes no The Public Theater, trabalhou em um programa de verão com a Labyrinth Theatre Company e recebeu o prêmio de Bolsa de Estudos para Artes e Entretenimento da National Hispanic Foundation for the Arts.

## Carreira
Depois de receber seu M.F.A., Lázaro foi convidada a ingressar na Atlantic Theatre Company na cidade de Nova York, como dramaturga residente para a temporada 2016-2017. Este programa seletivo de dramaturgos em residência foi criado pela Fundação Tow e fornece fundos para companhias de teatro de Nova York para apoiar a produção de uma nova obra de um dramaturgo, com foco na nova peça de Lázaro, Tell Hector I Miss Him (2017). A peça dramatiza um elenco de personagens da Velha San Juan, em Porto Rico, lidando com o amor, o vício e o medo. A produção da Atlantic Theatre Company, dirigida pelo latino David Mendizabal, estreou em 11 de janeiro e estava programada para encerrar em 23 de janeiro; a corrida foi estendida devido à demanda popular. Descrita como “Nossa cidade com salsa e cocaína”, A peça de Lázaro, com seus personagens excêntricos e humor negro, leva o público a uma viagem por uma série de relações em um San Juan pós-colonial. Embora Lázaro tenha crescido em um bairro muito diferente de seus personagens, ela diz que a obra “tem muito de mim” e tem um paralelo com suas próprias experiências de amor. Lázaro espera que a peça ofereça temas e personagens universais para os latinos, ao mesmo tempo que represente a humanidade em seus personagens. Como ela pergunta, “onde está o amor na cultura machista, na tradição?”

## Foco nos latinos
Embora Lázaro se dedique a se relacionar com os latinos em todos os lugares por meio de sua dramaturgia, ela também tem experiência como atriz. Sob a direção de Lisa Peterson, Lázaro atuou na recente produção do Cherry Lane Theatre, To the Bone, de Lisa Ramirez, peça baseada em entrevistas que Ramirez conduziu com avicultoras latinas imigrantes. Lázaro interpretou Lupe, filha de Olga (interpretada por Ramirez), uma estudante de ciências políticas e direito que anda de skateboarding e ouve hip-hop. Seu trabalho nesta produção é descrito como interpretado com “vivacidade urgente” e lhe rendeu uma indicação ao Drama Desk Award de Melhor Atriz em uma Peça. Em 2017, ela estava atuando no cinema, interpretando uma trabalhadora do sexo em um drama chamado Pimp e uma policial disfarçada no filme Scenes from the Underground.